# 57 Geminorum
57 Geminorum, eller A Geminorum, är en gul jätte i stjärnbilden Tvillingarna.
57 Geminorum har visuell magnitud +5,02 och är synlig för blotta ögat vid normal seeing. Den befinner sig på ett avstånd av ungefär 160 ljusår.